# Dérangement (écologie)
Pour les articles homonymes, voir Dérangement.

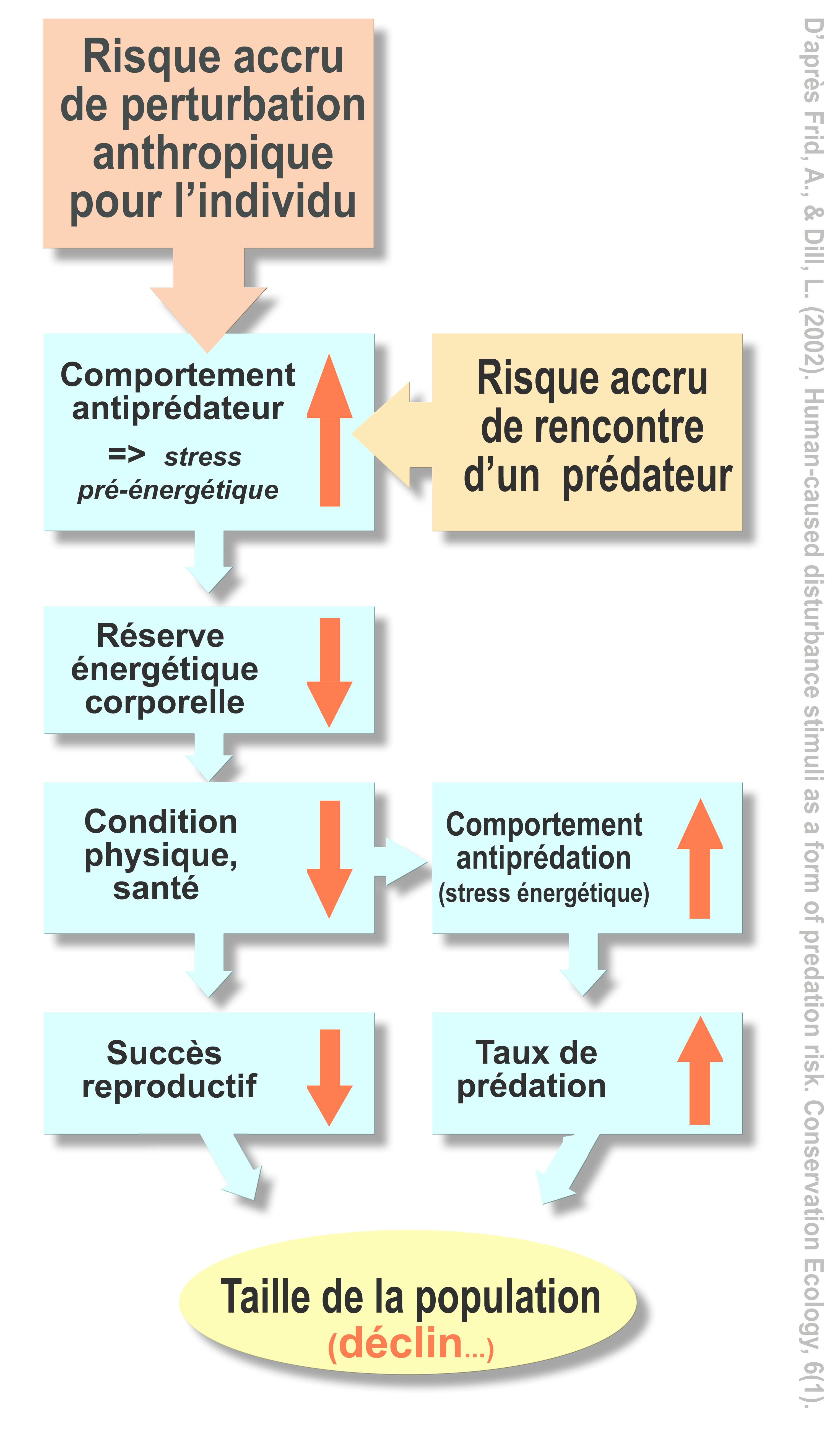
Schéma montrant que le dérangement ajoute des effets de stress à ceux de la prédation. Pour Frid & Dill (2002) ces deux types d'effets sont comparables : tous deux induisent des stratégies "anti-prédateurs" coûteuses en temps et en énergie, ce qui diminue l'espérance de vie de l'animal (dont la population déclinera si le dérangement persiste)

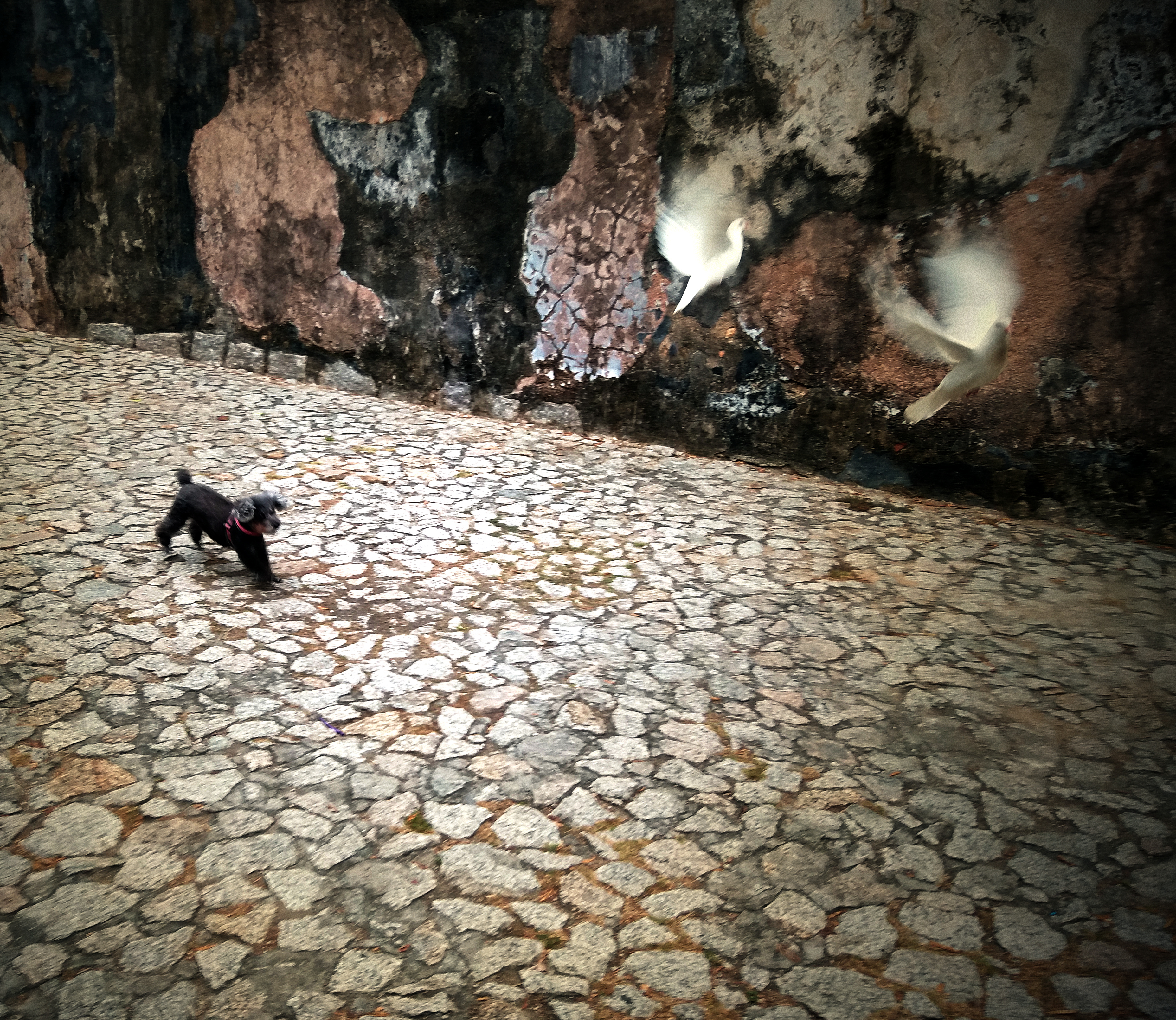
2 pigeons fuyant devant un chien.

Dans le domaine de l'écologie et de l'éthologie on parle de dérangement quand un comportement humain a une incidence négative sur celui de la faune, en particulier dans ses activités de nourrissage, migration, reproduction, mise bas, élevage des petits, hibernation, recherche de partenaires sexuels. Cette interaction, qui peut être observée dans un environnement naturel ou non, se caractérise par un stress anormal de l'animal, forcé d'y répondre en recherchant un compromis (y compris sur le plan énergétique) entre prise de risques et activité d’alimentation, déplacement ou reproduction ou repos/sommeil. C'est un paramètre important de la biologie de la conservation pour de nombreuses espèces menacées, mais aussi pour des espèces banales quand leurs chances de survie sont significativement affectées par le dérangement.

## Enjeux

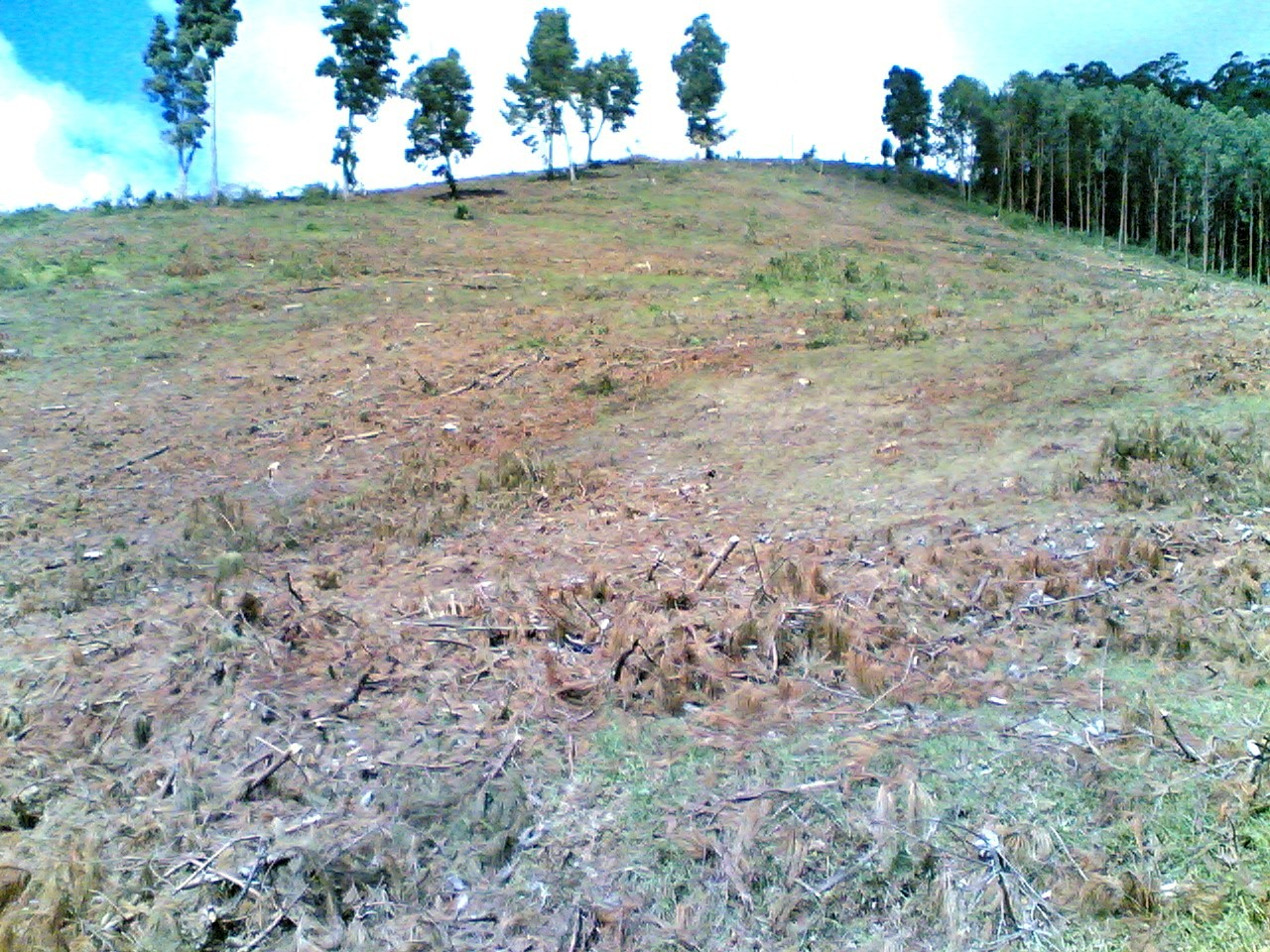
La sylviculture et plus encore les coupes rases ou la déforestation sont des sources discrètes à évidentes de dérangement (selon leur importance). Ces modifications et destruction d'habitat affectent la biodiversité (même quand elles ne concernent que de petites surfaces)

Dans le domaine de la protection de la nature, préserver les populations vulnérables ou menacées de dérangement est un enjeu important pour leur survie et pour le maintien des services écosystémiques auxquelles elles contribuent. 
Gill & al en 2001 ont montré que le dérangement est sous-estimé, car les réponses comportementales qu'on utilise le plus souvent pour le mesurer ne le reflètent pas complètement.

Mieux comprendre ce phénomène permettrait donc de mieux l'intégrer dans les études d'impact, mesures conservatoires et mesures de gestion restauratoire, au travers du principe éviter-réduire-compenser le cas  échéant, ainsi que dans l'aménagement du territoire ; il pourrait ainsi être mieux pris en compte dans l'accueil du public, l'aménagement de chemins (le dérangement par les promeneurs hors chemin est supérieur à celui occasionné par des promeneurs restant sur les chemins) ; de même pour le choix des méthodes et périodes de chasse au gibier d’eau migrateur ou la gestion conservatoire de populations d'espèces chassables ,, tout particulièrement en hiver où lors des migrations quand les animaux sont plus vulnérables, (en théorie, dans certains cas au moins, l'animal pourrait être endormi par un appât contenant un somnifère et tué avec moins de stress).

Cependant dans le monde animal, la vulnérabilité face au dérangement (comme à d'autres perturbations anthropiques) varie beaucoup selon les espèces. Les espèces depuis longtemps chassées et/ou qui craignent le plus l'homme sont a priori les plus vulnérables.

## Vulnérabilité selon les milieux, espèces, individus et circonstances
Certains milieux sont plus vulnérables au dérangement, comme ceux qui sont riches en faune et fréquentés par l'homme, les habitats restreints, linéaires (ex : littoraux, berges) et les îles où la fuite peut être plus difficile voire impossible, ce pourquoi, l'insularisation écologique peut exacerber les effets du dérangement. Les littoraux et les estuaires, sont également des espaces essentiels pour certaines espèces qui en sont dépendantes, et qui peuvent s'y trouver en quelque sorte piégées. 

Chez les espèces dites "évoluées", le tempérament individuel a une importance dans la réponse au dérangement, de même que l'habituation.

La nature des activités perturbantes peut avoir une importance, à pondérer par les effets qu'elles ont à long terme sur l'habitat. Par exemple, jogger et vélo tout-terrain semblent avoir peu d'importance, mais s'ils déclenchent des fuites sur les zones de pentes en montagne, ils peuvent avoir un impact proportionnellement bien plus important qu'en plaine. Au contraire, des activités militaires  réellement très perturbantes, voire mortelles pour de nombreuses espèces, mais par intermittence, n'empêchent pas certains camps militaires d'abriter une biodiversité importante : espace non eutrophisé par les engrais, préservé des pesticides et autres intrants, périodes de calme entre les entraînements et fréquente disponibilité en milieux ouverts et en caches.

Le dérangement de la faune est un sujet de préoccupation récent, qui prend de l'importance à proportion de l'accroissement de l'impact général de l'homme sur la planète (phénomène dit d'anthropisation. 

Après une période de déductions empiriques, le sujet a intéressé les scientifiques et les gestionnaires ; au moins depuis les années 1970 (avec 272 articles scientifiques publiés en 30 ans (de 1976 à 2005), dans 83 revues différentes, en passant de six publications/an en 1976-1980 à plus de cent publications/an en 2001-2005. Les progrès du suivi à distance, dont par télémétrie, par observation nocturne dans l'infrarouge ou en amplification lumineuse a permis de mieux observer et comprendre le dérangement.

### La forêt
La forêt, en tant que milieu plus abrité et moins ouvert, est utilisée par de nombreuses espèces comme refuge, notamment à l'arrivée de chasseurs. 
En cas de guerre ou de troubles civils graves, la forêt est souvent un refuge pour des populations fuyant les conflits ou se cachant (ex : maquisards durant la seconde guerre mondiale en France), mais aussi un endroit où cacher des soldats ou camoufler des pièces d'artillerie, des dépôts de munitions, etc. Elle devient alors une cible pour le parti opposé.
La notion de dérangement diffère de ce que les écologues appellent les perturbations écologiques, qui sont naturelles (ou sub-naturelles) et "normales" dans l'écosystème ; ce sont par exemple les incendies de forêt (non intentionnels, ou non-expliqué par le réchauffement climatique), les épidémies, les chablis et volis qui, tant qu’ils sont « naturels », sont considérés comme des événements ordinaires et même tout à fait favorables de la sylvigenèse (stades évolutifs de la forêt, de la plantule au bois mort) en tant que favorisant la succession écologique et la biodiversité qui la caractérise.
En 2016 les données disponibles confirment l'intuition qu'en forêt tropicale la biodiversité est mieux conservée dans les paysages peu fragmentés par l’homme, et quand le dérangement humain est minimal. Ce dérangement peut doubler la perte de biodiversité liée à la déforestation).
En 2017, la revue Nature publie un travail confirmant que le recul mondial de la forêt naturelle érode de manière « disproportionnée » la biodiversité ; les dernière forêts et paysages intacts devraient être protégés concluent les auteurs qui soulignent n'avoir pas trouvé d’éléments significatifs en faveur de l’idée reçue qui est que la perte de forêt serait la plus grave et la plus préjudiciable dans les paysages déjà fragmentés ; Pour  les 3 plus grandes forêts tropicales (de Bornéo, d'Amazonie centrale et du bassin du Congo), au rythme actuel de leur dégradation, une modélisation prédit que rien que pour les vertébrés, 121 à 219 autres espèces seront classées menacées dans les 30 prochaines années, et le dérèglement climatique pourrait aggraver ce situation, de même que la « dette d'extinction ». Or l’artificialisation du monde s’aggrave rapidement et seules 17,9 % de ces trois zones sont actuellement formellement protégées et moins de la moitié (8,9 %) ont une protection stricte. Selon les auteurs des mégaréserves naturelles, réellement protégées sont à mettre en œuvre (suggestion déjà faite en 2005 par C Peres) « pour éviter une nouvelle vague d'extinction globale ».

### La chasse

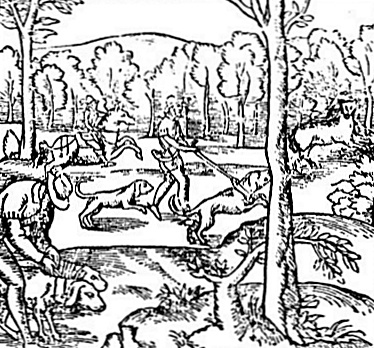
Après les incendies volontaires, la chasse à l'aide de chiens et l'usage du feu (outre l'usage de pièges ou de poisons) ont probablement compté parmi les principaux facteur de perturbations anthropiques de la faune, dès le milieu du Néolithique en Europe

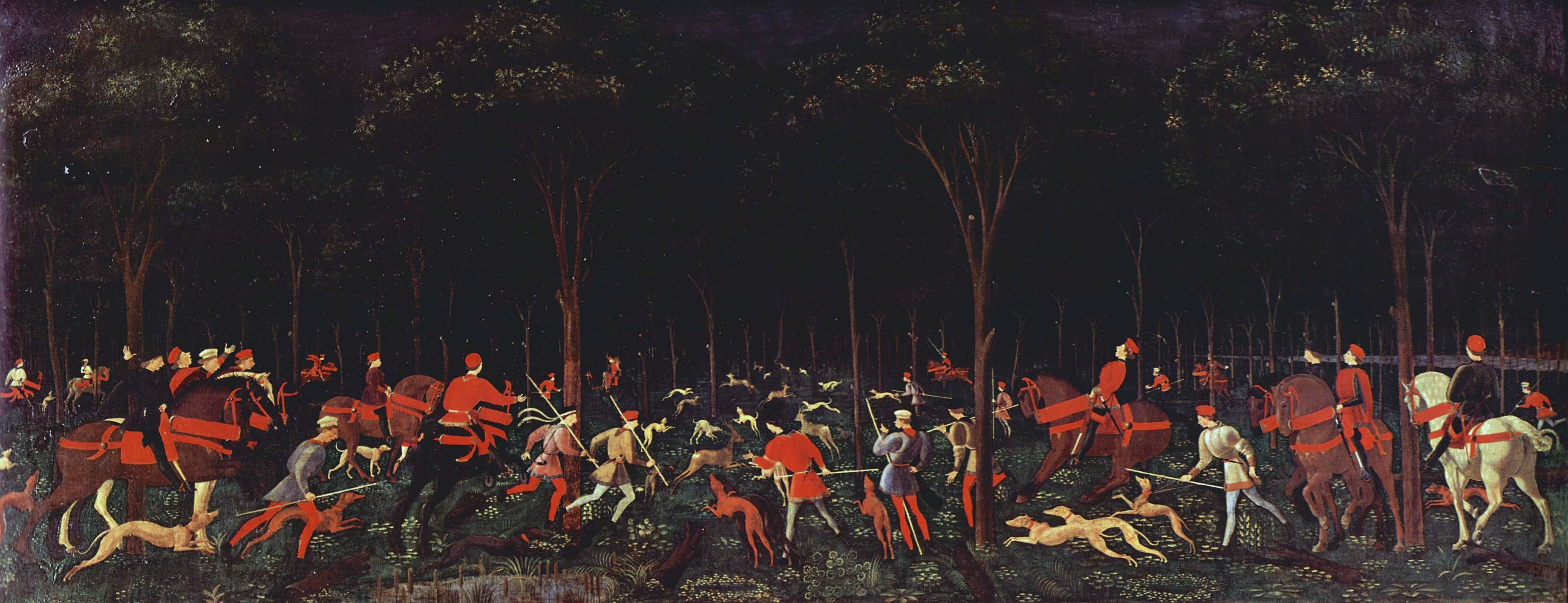
La chasse nocturne en battue, ici dépeinte par Paolo Uccello, en 1460, en Italie, autrefois réservée aux nobles et aujourd'hui interdite et considérée comme braconnage dans la plupart des pays, est probablement la plus perturbante pour une grande partie de la faune, qu'elle soit ou non la cible de cette chasse.

Le prélèvement (qui augmente la mortalité), la mortalité accidentelle par empoisonnement et par collision (roadkill) et le dérangement sont trois sources anthropiques susceptibles d'affecter les dynamiques de population d'espèces animales chassées au fusil ou en battue.
La chasse semble être le type de dérangement le plus important en termes de niveau de stress pour les animaux des zones chassées  ;
- Elle induit un comportement différent des animaux qui sont aux aguets presque en permanence et passent donc moins de temps à manger ou à s'occuper de leur progéniture. Le stade suivant est celui de l'inhibition (l'animal s'immobilise ou se cache), avant la fuite (solitaire ou en groupe, la mère abandonnant parfois le(s) jeune(s) ). 
Chez les espèces grégaires (cervidés par exemple), ces comportements peuvent être accompagnés d'autres manifestations telles qu'enhardement, ou d'un marquage accru du territoire, d'écorçage, aboutissement…). Ce stress a des effets physiologiques (perte de poids, baisse de fertilité, myopathie, maladies en cas de stress élevé et permanent…). Les risques de blessure, noyade, collision avec des véhicules ou clôtures augmentent aussi.

- Plusieurs marqueurs biologiques de stress sont connus mais difficiles à suivre chez l'animal sauvage. Il est difficile de savoir si les impacts stressants de la chasse sont comparables ou non à ceux de la prédation naturelle[6], ce qui implique des protocoles expérimentaux et des approches conceptuelles dédiés.  mais des sources de stress comme les détonations d'armes à feu permettant la mort à grande distance, la chasse à courre, le déterrage d'animaux ou le transport par véhicules terrestres ou hélicoptères n'existent pas dans la nature et sont très éloignés des conditions de la prédation naturelle. On observe, par exemple chez le cerf, en période de chasse des phénomènes de fuite de nombreux individus vers des "zones refuges" où les animaux se cantonnent (quelques heures à plusieurs jours) [6], mais parfois ces zones sont petites ou absentes. On ignore si une chasse à l’approche, ou une battue à cor et à cri sont respectivement plus stressantes ou non qu'une chasse à l'affût ou une battue plus silencieuses[6] ;

- La chasse, notamment quand elle recherche les beaux trophées, perturbe par ces prélèvements l'organisation des groupes chez les animaux sociaux d'une manière différente de ce que ferait la prédation naturelle (qui élimine plus souvent les animaux faibles ou malades). 
Chez les cervidés et le cerf notamment, tuer un animal de harde implique une recomposition de la harde et des « décantonnements » prolongés des congénères, ou encore des fuites vers des zones où la chasse n’est pas pratiquée, mais qui peuvent être occupées par d'autres espèces aux comportements territoriaux[6].

### Pollution sonore sous-marine
Dans les milieux subaquatiques certaines sources sonores (moteurs à hélice, Jetskis, sonar, pingers, pose de palplanches, explosions) sont des sources de stress et de dérangement, voire de surdité et de mortalité directe pour certains animaux (cétacés notamment).

### Le sport et le tourisme
Les activités sportives et touristiques, notamment quand elles se pratiquent dans le milieu naturel (sports de nature, écotourisme) sont sources de dérangement, parfois important, même si l'on observe une certaine accoutumance à la présence humaine de la part de certaines espèces quand elles « apprennent » peu à peu qu'elles ne sont pas chassées ni poursuivies. Dans de rares cas, les animaux sont même devenus très familiers avec les touristes qui ont pris l'habitude de les nourrir (ce qui peut être une nouvelle source de risques et notamment de morsures, transmission de parasites et microbes).

Des situations de dérangements sont dans certaines réserves naturelles et parc nationaux induites par des avions ou hélicoptères utilisés pour le décompte d'animaux, pour le braconnage, pour des actions de police ou cherchant souvent - malgré les interactions - à voler à basse altitude pour mieux observer la faune et les paysages (ou parfois pour la surveillance par la police de l'environnement). Ce stress est renforcé en période de reproduction ou de vulnérabilité. Stockwell et al. ont ainsi montré  que le temps passé par le bighorn ou mouflon d'Amérique (Ovis canadensis nelsoni) à manger, en cas de survols par des hélicoptères dans le parc national du Grand Canyon (GCNP) semble peu modifié au printemps, mais réduit de 43 % en hiver. D'autres analyses ont montré un seuil critique de dérangement à partir d'une distance de 250 à 450 mètres.

### Les espèces domestiquées
Le dérangement d'animaux d'élevage a aussi été étudié. Ainsi le stress des moutons en estive et concernés par le  passage de promeneurs, véhicules ou d'hélicoptères a été étudié dans l'Alberta au Canada dans les années 1980. Il a été  montré au moyen de télémesures du rythme cardiaque que les personnes sont beaucoup plus stressantes pour les moutons quand elles sont accompagnées d'un chien.

## Évaluation
Le choix et la collecte d'indicateurs quantitatifs et qualitatifs d'évaluation environnementale du dérangement est en évolution par l'effet des évolutions techniques et en matière de connaissance. 
C'est d'abord sur la base du comportement animal, observé à distance, éventuellement dans un contexte expérimental, qu'on a cherché à mesurer l'effet du dérangement (et plus généralement l'effet des perturbations anthropiques sur les animaux), par exemple en observant les réactions et distances de fuite ou les manifestations de peur en réponse à la présence humaine. L'ampleur de ces changements comportementaux était considérée comme traduisant la sensibilité relative des espèces aux perturbations, mais ce critère laissait de côté par exemple des espèces s'immobilisant ou cherchant à se fondre dans l'environnement, sans apparence de stress alors qu'elles sont réellement dérangées. Des erreurs d'appréciation du dérangement peuvent être source d'erreurs dans les stratégies ou priorités de conservation . 
L'éthologie cherche à mieux comprendre et mesurer plus finement les facteurs de perturbation du comportement des animaux, par exemple en étudiant les distances de tolérance et les distances de fuite, qui varient beaucoup selon les espèces et les contextes (urbain/rural) et les pays (selon que l’animal y est pourchassé ou non ) notamment) ou selon que l’homme soit à pied ou en voiture. 
Connaître cette distance est important pour la gestion des populations, l’aménagement des parcs urbains ou la création de réserves naturelles ou de trames vertes et bleues l’on voudrait mieux accueillir la biodiversité ou accompagné d'un ou plusieurs chiens, en laisse ou en liberté et divaguant. 

Au Danemark, l'écologue J. Madsen après avoir testé dans les années 1990 l'efficacité des zones-refuges face aux dérangements causés pour les activités récréatives, dont par la chasse aux oiseaux d'eau, a proposé, en 1997 la création d'un réseau de corridors aériens de migration exempts de dérangement pour les oiseaux migrateurs (« concept on flyway network of disturbance free areas) », la protection contre le dérangement était en théorie obligatoire pour le droit européen, mais par des moyens dont le choix a été subsidiairement laissé à la responsabilité des États-membres et avec des contraintes minimisées.
Les perturbations induites par la présence humaine, l'odeur humaine ou celles de véhicules et d'animaux domestiques (chien et chats en particulier) restent cependant difficiles à mesurer. Les caractéristiques écopaysagères de l'environnement en particulier la disponibilité en caches et en habitats de substitution sont des facteurs importants, de même parfois que la présence de corridors biologiques et de zones tampons. 
La saison a aussi une importance. En hiver ou au moment de la mise bas, le dérangement peut avoir des effets exacerbés.
On parle de pression anthropique, qui peut être plus ou moins modélisée à partir d'indicateurs de transport, d'accessibilité des milieux vulnérables, de densité d'occupation humaine, d'occupation du sol, etc.

### Éléments de définition
Nicolas Le Corre invite à distinguer deux phases du dérangement :
- l’ « effet » du dérangement, qui est la réaction immédiate de l’animal (réaction qui peut être visible ou non) face à une source de dérangement (Blanc et al., 2006). L’effet est neutre, il n’est ni positif ni négatif, c’est un constat.
- Les « impacts » immédiats et leurs conséquences différées dans l'espace et dans le temps, qui résultent des effets  du dérangement (effets éventuellement cumulatifs ou multiplicateurs si le dérangement est répété) ; ils affecteront « la dynamique de population des espèces par réduction de leur survie (« fitness ») et / ou du succès de leur reproduction »  [40]. À titre d'exemple concernant les oiseaux, les impacts du dérangement signalés par la littérature portent sur la reproduction (moindre succès reproducteur, induit par un échec de ponte, des problèmes à l'envol des jeunes, etc.), une moindre croissance des poussins se traduisant ensuite par une plus grande vulnérabilité aux maladies et prédateurs[1]), des changements de distribution des couples nicheurs, une augmentation du succès de la prédation, une moindre attention portée aux poussins, voire leur abandon), un abandon de sites de reproduction, ou une moindre fidélité à ceux-ci. Les auteurs citent aussi des impacts physiologiques (allant d'une augmentation du stress, à une moindre accumulation de ressources énergétiques), des changements de distribution spatiale et temporelle et des impacts sur le comportement (moins de temps consacré à l'alimentation, à la toilette, au repos, au chant...).

- Dans ce cadre, une espèce est dite « perturbée » sur un site lorsque les données relatives à la dynamique des populations de l'espèce pour ce site ou pour la métapopulation concernée montrent que cette espèce pourrait significativement régresser ou disparaître dudit site par rapport à la situation initiale, en raison du dérangement ou de modifications anthropiques de l’Environnement [41].

### Facteurs de dérangement
- Triplet et Schricke, en 1999 les définissaient[42] pour la  faune comme «  tout événement généré par l’activité humaine qui provoque une réaction (l’effet) de défense ou de fuite d’un animal, ou qui induit directement ou non, une augmentation des risques de mortalité (l’impact) pour les individus de la population considérée ou, en période de reproduction, une diminution du succès reproducteur ». Un des facteurs de dérangement les plus étudiés est la chasse aux oiseaux d'eau. On a dans ce cadre montré que dès le début de l'ouverture de la chasse, le nombre d'oiseaux posé sur les zones humides chassées diminue, au profit des zones-refuges (quand elles existent)[43].
- Les anglophones parlent de « human disturbance »[44], en passant de 6 publications/an en 1976-1980 à plus de 100 publications/an en 2001-2005.
- Les animaux domestiques (carnivores tels que chien et chat en particulier) ou certaines espèces invasives sont parfois inclus dans les facteurs de dérangement et en tous cas de perturbation.

## Législation
Pour protéger la faune, il faut protéger un réseau minimal de ses habitats (c'est le principe de la Trame verte et bleue nationale en France, et du réseau écologique paneuropéen en Europe). La législation européenne demandait aussi que l'on protège les habitats du dérangement, mais c'est un des concepts du légaux qui a été les plus discutés dans les années 1990, dans le cadre de la Directive habitat et de la directive oiseaux notamment. Le débat a notamment porté sur l'importance du dérangement de la faune causé par les activités de chasse ou de pêche.

### La directive européenneOiseaux
La directive Oiseaux prévoyait subsidiairement que "les États membres prennent toutes « mesures appropriées » pour éviter dans les zones de protection « la pollution ou la détérioration, des habitats ainsi que les perturbations touchant les oiseaux, pour autant qu'elles aient un effet significatif eu égard aux objectifs du présent article. »
La directive Habitats précise (article 7) que « les obligations découlant de l’article 6 paragraphes 2, 3 et 4 de la présente directive se substituent aux obligations découlant de l’article 4 paragraphe 4 première phrase de la directive 79/409/CEE en ce qui concerne les zones classées en vertu de l’article 4 paragraphe 1 ou reconnues d’une manière similaire en vertu de l’article 4 paragraphe 2 de ladite directive à partir de la date de mise en application de la présente directive ou de la date de la classification ou de la reconnaissance par un État membre en vertu de la directive 79/409/CEE si cette dernière date est postérieure ». L’article 6, paragraphe 2, devient donc applicable aux ZPS ;  les États membres doivent donc prendre « les mesures appropriées pour éviter, dans les zones spéciales de conservation, la détérioration des habitats naturels et des habitats d’espèces ainsi que les perturbations touchant les espèces pour lesquelles les zones ont été désignées, pour autant que ces perturbations soient susceptibles d’avoir un effet significatif eu égard aux objectifs de la présente directive ».
Notion relative : Dans le cadre du réseau Natura 2000 et de la Directive Habitat, l’évaluation du degré de perturbation s'évalue aussi en fonction de la contribution du site à la cohérence du réseau.
La notion de perturbation citée par plusieurs textes juridiques européen (Art 6 de la directive Habitats 92/43/CEE"), elle a été précisée et clarifiée en droit français par un premier travail sur les espèces de la Directive “ Habitats ”, puis par un document diffusé en avril 2000 par la Commission européenne, intitulé « Gérer les sites Natura 2000 ». 
La Commission distingue différents facteurs de perturbation (activités cynégétiques, forestières, agricoles, piscicoles et aquacoles, de pêche en mer et de tourisme et loisirs) avec, pour chacune d’elles, l’indication des espèces qu’elles sont susceptibles de perturber. Ce document rappelle que :
- Les perturbations sont à évaluer au regard de l'état de conservation des espèces concernées et des menaces qui pèsent sur les espèces et/ou les sites.

Au niveau du site, le maintien de l'état de conservation favorable doit être évalué à la lumière des conditions initiales fournies dans le “ Formulaire Standard des Données Natura 2000 ”, au moment où le site a été désigné, compte tenu de la contribution du site à la cohérence écologique du réseau. 
Cette notion doit être interprétée d'une manière dynamique à la lumière de l'évolution de l'état de conservation des espèces.
- les États membres doivent prendre des mesures préventives pour éviter les perturbations liées à un événement prévisible. (pour les espèces pour lesquelles les sites ont été désignés dans le cadre de la directive. Les mesures s’appliquent y compris le cas échéant, à l'extérieur des sites et pour des activités « qui n'exigent pas nécessairement une autorisation préalable, telles que l'agriculture ou la pêche ». La manière d'ouvrir les sites protégés au public a une grande importance[47].

En France, deux autres mots-clé présents dans la directive ont été précisés ;  
« Détérioration » (« des habitats naturels et des habitats d'espèces » ) et « effet significatif » (le texte demande danticiper et d'agir avant que des « perturbations » aient des effets significatifs. Le Ministère de l'environnement a précisé que les mesures à prendre ne devaient pas se limiter aux actes intentionnels, mais couvrait aussi « tout événement fortuit (incendie, inondation, etc.), pour autant qu'il soit raisonnablement prévisible. Dans le cas de catastrophes, il ne s'agit que de l'obligation de prendre des mesures de précaution (relatives) pour réduire le risque de voir survenir de telles catastrophes, dans la mesure où elles risqueraient de compromettre la réalisation de l'objectif de la directive ». La Directive ne prévoit pas que des mesures doivent être prises seulement « dans » les ZSC, mais qu'elles « doivent être prises pour éviter, dans les ZSC, la détérioration, etc.. », notamment pour tout habitat ou espèce concernés par le formulaire standard des données Natura 2000.

La Directive parle d' effet significatif : un certain niveau de perturbation est donc toléré. Mais précise le Ministère, « il n'est pas nécessaire de prouver qu'il y aura des effets réels significatifs, mais la probabilité à elle seule ("soient susceptibles") suffit à justifier des mesures correctives. Cela peut être considéré comme compatible avec les principes de prévention et de précaution ». Ceci vaut pour la perturbation, mais non pour la détérioration. »

#### Méthode utilisée en France
Une liste de 346 des espèces d’oiseaux de l’annexe I présentes en France et des espèces migratrices dont la venue est régulière sur le territoire national a été établie, en excluant les espèces accidentelles, introduites ou échappées de captivité ou celles dont l’origine naturelle n’était pas certaine. 
- Le statut de nicheur, migrateur, hivernant a été précisé pour chaque espèce
- à partir de là, un groupe d’experts a produit une liste d’oiseaux vulnérables pour lesquels certaines activités peuvent provoquer, dans certaines conditions locales, un niveau de perturbation susceptible de provoquer un effet significatif sur leurs populations, retenant 131 espèces dites vulnérables, c’est-à-dire susceptibles d’être perturbées significativement.
- Pour chaque espèce, le degré de menace peut varier dans le temps et dans l’espace selon son cycle biologique et son aire de répartition, très variable voire très restreinte (Elanion blanc, Ganga cata, ...).

Les types d’activités susceptibles de perturber ces espèces ont ensuite été listés, en distinguant les activités cynégétiques, forestières, agricoles, de loisirs, piscicoles et aquacoles, de pêche en mer et de tourisme et de loisirs, avec pour chacune les espèces qu’elles peuvent perturber.
À la demande des représentants des chasseurs, durant la période réglementaire de chasse aux oiseaux d’eau, les activités cynégétiques sont considérées comme non perturbantes pour les espèces chassables visées par la directive, considérant que l’acceptation de l’acte de chasse pour ces espèces autorise de facto leur perturbation durant cette période. Pour les espèces non-chassables, le groupe a sélectionné 18 espèces dont 5 sont concernées de manière marginale.
Cependant, hors des périodes réglementaires de chasse aux oiseaux d’eau, d’autres formes de chasse, la destruction d’animaux dits nuisibles, la régulation d’animaux jugés en surnombre réalisée au fusil, en battue ou individuellement, peuvent être une cause de perturbation de certaines espèces migratrices pendant leur période de reproduction. 16 espèces ont été sélectionnées à ce titre. Perturber les migrateurs lors de leurs migration ou quand ils doivent accumuler leurs réserves de graisse les exposent à une moindre réussite de la migration. Les effets de ces perturbations pourraient a priori être réduites par des aménagements compensatoires ou restauratoires adaptés,.
- Activités forestières : 30 espèces concernées dont trois de manière marginale.
- Activités agricoles : 32 espèces concernées dont quatre de manière marginale.
- Activités piscicoles et aquacoles : 32 espèces concernées dont une de manière marginale.
- Activités de pêche en mer : 16 espèces concernées.
- Activités de loisirs et de tourisme : 94 espèces concernées dont trois de manière marginale.

Le dérangement provoqué par le bruit des coups de feu et des battues n'est pas évoqué, mais l'Accord sur la conservation des oiseaux d'eau migrateurs d'Afrique-Eurasie pose aussi la question des impacts durables de la grenaille de plomb et balles de plomb toxique issues des cartouches et dispersées dans l'environnement (source très commune de saturnisme animal) ;
Les  documents d’objectifs propre aux Zones de protection spéciale doivent tenir compte de la vulnérabilité de ces espèces et définir des mesures ad hoc pour maintenir ou restaurer un état de conservation favorable des espèces d’oiseaux pour lesquelles la zone a été classée ;
Le contexte, dont la capacité d’accueil des espaces voisins, notamment d’espaces protégés dans lesquels les espèces en cause sont susceptibles de trouver refuge si elles venaient à être perturbées doit aussi être pris en compte.
Après diffusion en 1997, d'un premier travail sur la perturbation pour les espèces de la directive 92/43/CEE du 21 mai 1992 dite directive "Habitats"(1), la Direction de la nature et des paysages (SDEN /Bureau des Habitats Naturels) du ministère de l'environnement, toujours pour répondre aux demandes des représentants des chasseurs et des centres régionaux de la propriété forestière (CRPF), a publié le 28 novembre 2000 une note (10 pages) intitulée "Perturbation des oiseaux et Zones de protection spéciale"